# Ockenfels
Ockenfels est une municipalité du Verbandsgemeinde Linz am Rhein, dans l'arrondissement de Neuwied, en Rhénanie-Palatinat, dans l'ouest de l'Allemagne. Le château d'Ockenfels, surplombant le Rhin, se trouve à proximité immédiate du village d'Ockenfels, sur le territoire de Linz am Rhein.

## Géographie
Le territoire du village d’Ockenfels se situe dans le parc naturel de Rhin-Westerwald, à droite du Rhin, entre le territoire de la ville de Linz am Rhein au sud, et celui de la commune de Kasbach-Ohlenberg au nord. C’est un village en altitude par rapport au Rhin, avec une pente abrupte vers la vallée et vers le fleuve, offrant une vue splendide à partir de pratiquement tout le village. Par rapport au niveau de la mer, l’agglomération, s’étends sur des altitudes allant de 80 à 180 mètres, étant distant de 200 mètres de la rive du Rhin à son endroit le plus proche.
Les terrasses d’Ockenfels sont orientées sud-ouest, et font partie, du point de vue topographique, des « hauteurs de Linz », appartenant à la dorsale volcanique du Rhin-Westerwald. Le hameau Blumenau est intégré dans la commune d’Ockenfels.
Ockenfels est aujourd’hui essentiellement une commune de résidence, l’établissement d’entreprises artisanales et commerciales étant favorisé depuis quelques années.

## Histoire
La localité est mentionnée pour la première fois dans un document de 1257. Les limites actuelles du cadastre sont pratiquement celles définies en 1809, lorsque la paroisse Linz a été divisé en 8 parts, selon une ordonnance d’alors du duché de Nassau. La commune d’Ockenfels était d’abord soumis à l’administration de Nassau, par son bureau régional de Linz, puis, dès 1815, après l’annexion de la Rhénanie au royaume de Prusse, au nouvel arrondissement de Linz, ce dernier étant intégré dans l’arrondissement de Neuwied dès 1822. Le village était alors localement administré par la mairie de Linz (de). Depuis une réorganisation en 1828, le cadastre est resté pratiquement inchangé, à part quelques adaptations mineurs. Selon une description de la municipalité de 1829, Ockenfels comptait alors 300 habitants vivant dans 62 maisons et ayant à leur disposition une chapelle et une maison d’école.